# 컴퓨터 대수학 시스템
컴퓨터 대수학 시스템(computer algebra system, CAS)은 수학 기호로 구성된 대수 구조를 해결하는 컴퓨터 시스템을 말한다.

## 내용
- 기호와 함수로 구성된 대수 구조에 대해 연산
- 집합, 행렬, 기하, 대수, 미적분, 해석함수, 통계, 증명과 검증, 수론 등의 대다수 수학적 대상물에 대해 자동화된 처리를 지원한다.

## 일반적으로 포함되는 기능
- 자체 프로그래밍 언어와 IDE
- 코드 에디터
- 그래프, 도표, 테이블, 다이어그램의 표현
- 외부 시스템에 연계할 수 있는 API
- 소수점 이하를 자유롭게 지정하는 기능 (부동소수점 연산과 대비됨)
- 다양한 수론 함수 지원 및 정확한 정수 표현 (부동소수점 형태로 표현하지 않음)
- 수학 표현식 (적분, 극한, 행렬 등의 복잡한 수학 표현을 입출력)
- 응용 수학, 물리학, 생물학, 화학 등에 관한 확장 패키지

## 같이 보기
- 자동 정리 증명